# Francisco Rodríguez Gordillo
No debe confundirse con el también director cinematográfico Francisco Rodríguez Fernández.
Francisco Rodríguez Gordillo (1943) es un director de cine español. Su breve filmografía estuvo centrada en el cine fantástico y de terror.
Se formó como realizador del NO-DO y realizó trabajos de publicidad y documentales para la televisión.
Su película El cepo (1982) trataba sobre un asesino en serie de mujeres, cuyos cuerpos conservaba en un refrigerador. El guion estaba firmado por Francisco Prósper sobre un texto de Francisco Ariza, y contó con Jack Taylor y Mirta Miller como protagonistas.
Dirigió a Paul Naschy en Licántropo: el asesino de la luna llena (1996), con guion del propio Naschy, quien recuperaba el personaje del hombre lobo Waldemar Daninsky que había interpretado por primera vez en 1968 y que en las décadas anteriores había llevado a la pantalla en numerosas ocasiones. El reparto se completaba con José María Caffarel y Amparo Muñoz en los papeles de los doctores Westenra y Antonio Pica como el Comisario Lacombe, entre otros. La película tuvo escaso éxito.
A menudo se confunde su filmografía con la del director homónimo Francisco Rodríguez Fernández.